# 合金
合金（ごうきん、英: alloy）とは、単一の金属元素からなる純金属に対して、複数の金属元素あるいは金属元素と非金属元素から成る金属様のものをいう。純金属に他の元素を添加し組成を調節することで、機械的強度、融点、磁性、耐食性、自己潤滑性といった性質を変化させ材料としての性能を向上させた合金が生産されて様々な用途に利用されている。
一言に合金といっても様々な状態があり、完全に溶け込んでいる固溶体、結晶レベルでは成分の金属がそれぞれ独立している共晶、原子のレベルで一定割合で結合した金属間化合物などがある。合金の作製方法には、単純に数種類の金属を溶かして混ぜ合わせる方法や、原料金属の粉末を混合して融点以下で加熱する焼結法、化学的手法による合金めっき、ボールミル装置を使用して機械的に混合するメカニカルアロイングなどがある。ただし、全ての金属が任意の割合で合金となるわけではなく、合金を得られる組成の範囲については、物理的・化学的に制限（あるいは最適点）が存在する。

## 合金名
合金の成分のうちのある元素が主成分と見なせる場合、その元素の名を冠して、“マグネシウム合金”・“アルミニウム合金”などと呼ぶ。ただし、歴史的、あるいは商標として独自の名称をもつ合金も多い。例えば、黄銅は銅（金属元素）と亜鉛（金属元素）の合金で、鋼は鉄を主体とした合金という意味がある。また、主要成分元素の数が2つなら2元合金、3つなら3元合金、4つなら4元合金…と呼ぶ。主体となる金属によって、合金鋼、銅合金、ニッケル合金…と呼ぶ。

### 鋼
鉄合金の場合、過剰あるいは僅少な炭素添加のものは歴史的に鋳鉄、純鉄と呼ばれ、それらの総称として鉄鋼材料という呼び方がある。鋼の原義は0.6mass%を中心にその前後の炭素量のものを鋼（刃金）と呼び、金属組織的にはマルテンサイト構造と呼ばれるものであり、合金工具鋼においてはその伝統が引き継がれたが、オーステナイト系ステンレス鋼が開発されるにあたり、炭素を必須とした合金以外でも鋼と呼ばれるようになった。ただし、これが鉄を主体とした合金であることには変わりなく、鉄含有量が50%以上の鉄が含有されているものでも鋼と表現する以外にも、鉄合金あるいは鉄基合金とよんでも学術的にはいっこうに差し支えはない。このように歴史的紆余曲折があり鋼の定義は難しいものになっている。

## 合金状態図
合金は、組成によって融点や各温度での結晶構造が変化する。このため、主要な合金については様々な組成と温度での合金の状態をまとめた図が作られている。この図を状態図とよぶ。特に、鋼に関するFe-C系状態図は有名である。鋼のなかでも特殊鋼は添加元素も複雑になり、特に工具鋼はもっとも複雑な合金系に属し、最近の熱力学による状態図計算アルゴリズムあるいは人工知能分野のニューラルネットワーク技術の進展（マテリアルズ・インフォマティクス）により10以上の元素種を制御する合金設計を行うことで達成されている。本材料は塑性加工のみならず潤滑油や有機物を介した摩擦機構一般分野の摺動部品への適用も始まっており先端分野ですそのが広い応用が期待されている。。

## 合金化の目的と概要

### 機械的強度の改善（析出硬化・他）
一般に純金属は弾性限界（永久変形が生じる応力）が小さい。というのは通常の金属結晶は不完全な部分（転位）を含んでおり、転位の移動による変形が小さな応力でおこりやすいためである。合金化によって、結晶を構成する金属元素と大きさの違う金属元素に置換させたり、結晶のなかに小さな元素を侵入させたりして、結晶のひずみを作ることによって、転位の移動をしにくくして機械的強度（硬さ、引張り強度）を向上させることができる。ジュラルミン・鋼などの合金がその例である。鋼などの機械的強度の改善の主流は、マルテンサイトという特殊な組織変化を熱処理により起こし最大5倍以上強化するが、これも合金化で達成される好例である。鋼は幅広い産業に大量に用いられる用途なので合金化による強度改善の効果の総量は計り知れないものがあり、熱処理前は比較的加工がしやすい事も産業界へ多大な寄与をする。合金化や熱処理あるいはそれに冷間加工を組み合わせた処理により鋼より強度増幅効果をもつものはない。

### 耐食性の向上
金属元素のなかには、Crのように、その酸化物が、皮膜（不動態）を作り内部までの酸化の進行を防ぐ性質をもつものがあり、それらの金属の添加により耐食性のある合金とすることが行われる。ステンレスが例である。

### 磁性および熱膨張率の制御
磁性材料は磁場と磁束密度の関数でその性能が表現され、交流磁場をかけた場合、0となる原点を比較的通りやすいものを軟質磁性材料といい、原点を通り難いもので、たとえば磁場を0にしても磁束密度があるいわゆる着磁した状態が強いものを硬質磁性材料と呼ぶが、この呼び名は焼入れ前の柔らかい鋼の特徴と焼入れ後の硬い鋼の磁性的特徴からきたことが出発点となっている。
熱膨張率の制御も磁気特性が深く関わっている。通常の金属は冷却すると単調に収縮する場合が大半であるが、鉄はγ→α変態点で結晶構造や磁気特性が変わることで一瞬膨張する。この効果を合金化して所定の温度範囲で金属の基本的な冷却による収縮効果を、先の膨張効果によって相殺することで、その温度範囲では熱膨張率がゼロになるという他の固体物質では見られない状況を作り出すことが出来る。

### 融点の低下
共晶をつくる合金（例えばSn-Pbなど）では、それぞれの単独の金属の融点に比べて合金の融点を下げることができるため、より低融点の金属を得ることができる。このため、二種類の金属を接した状態で加熱すると、それぞれ単独の金属では融点に達しない温度であっても、接している部分から合金となって融けてゆく現象が起こる。たとえば、低融点の金属を加熱して液体とし、そこに高融点の金属を固体のまま投入することで、融かし込んで合金を作ることができる。太古から青銅作りなどで経験則的に利用されていた。

## 合金の種類（合金名索引）
略記号の詳細は周期表を参照。
| 名称                                                                      | 分類         | 成分                                | 用途                                              |
| ------------------------------------------------------------------------- | ------------ | ----------------------------------- | ------------------------------------------------- |
| 鋼（はがね） - 高張力鋼（ハイテン） - 工具鋼（ハイス、ダイス鋼） - 刃物鋼 | 鉄合金       | Fe-C                                | 構造材、刃具他                                    |
| クルップ鋼                                                                | 合金鋼       | ニッケルクロム鋼に 浸炭処理         | 装甲。クルップ社が開発                            |
| クロムモリブデン鋼                                                        | 合金鋼       | Fe-Cr-Mo                            | 構造部材、管材                                    |
| マンガンモリブデン鋼                                                      | 合金鋼       | Fe-Mn-Mo                            | 構造部材、管材                                    |
| 安来鋼                                                                    | 合金鋼       | 工具鋼などの難易な素材製造性 特殊鋼 | 刃物、工具、金型材料、電子磁性材料、耐食耐熱材料  |
| ステンレス鋼                                                              | 鉄合金       | Fe-Ni-Cr                            | 構造材、容器、配管                                |
| マルエージング鋼                                                          | 鉄合金       | Fe-18 - 30Ni(Co,Mo)                 | 航空宇宙用構造材、ゴルフクラブヘッド素材          |
| 42アロイ                                                                  | 鉄合金       | Fe-42Ni                             | 低膨張率合金、 ICリードフレーム材                 |
| インバー                                                                  | 鉄合金       | Fe-36Ni                             | 時計部品、実験装置                                |
| コバール                                                                  | 鉄合金       | Fe-29Ni-17Co                        | 低膨張率合金                                      |
| センダスト                                                                | 鉄合金       | Fe-9.5Si-5.5Al                      | 高透磁率合金、磁気ヘッド                          |
| パーメンデュール                                                          | 鉄合金       | Fe-Co                               | 高透磁率合金                                      |
| ケイ素鋼                                                                  | 鉄合金       | Fe-Si                               | 高透磁率合金                                      |
| KS鋼                                                                      | 鉄合金       | Fe-Co-W-Cr                          | 磁石材料                                          |
| スピーゲルアイゼン                                                        | 鉄合金       | Fe-15Mn                             | 脱酸剤・脱硫剤                                    |
| 黄銅（真鍮：しんちゅう）                                                  | 銅合金       | 60Cu-40Zn他                         | バルブ、軸受、貨幣                                |
| 丹銅                                                                      | 銅合金       | Cu-5 - 20Zn                         | 建材、装身具                                      |
| トムバック                                                                | 銅合金       | Cu-15Zn                             | 貨幣、装身具                                      |
| 洋白（洋銀）                                                              | 銅合金       | Cu-27Zn-18Ni                        | 食器・バネ・金管楽器、貨幣                        |
| 青銅                                                                      | 銅合金       | Cu-Sn                               | 軸受                                              |
| 白銅（キュプロニッケル）                                                  | 銅合金       | Cu-Ni                               | 貨幣                                              |
| 赤銅                                                                      | 銅合金       | Cu-Au                               | 工芸用材料                                        |
| コンスタンタン                                                            | 銅合金       | 55Cu-45Ni                           | ひずみゲージ、熱電対                              |
| ノルディック・ゴールド                                                    | 銅合金       | 89Cu-5Al-5Zn-1Sn                    | 貨幣                                              |
| クニフェ                                                                  | 銅合金       | 60Cu-20Ni-20Fe                      | 電球内のリード線                                  |
| ジュラルミン                                                              | アルミ合金   | Al-Cu等                             | 自動車部品・航空機や電車の外殻                    |
| シルミン                                                                  | アルミ合金   | Al-Si共晶                           | 鋳造材料（AC-3)                                   |
| ハステロイ                                                                | ニッケル合金 | 50Ni-Mo-Cr-Fe                       | 耐熱・耐食                                        |
| モネル                                                                    | ニッケル合金 | 63Ni-28 - 34Cu                      | 耐熱・耐食                                        |
| インコネル                                                                | ニッケル合金 | 72Ni-15Cr-Fe他                      | 耐熱合金                                          |
| ニクロム                                                                  | ニッケル合金 | 80Ni-20Cr他                         | 電熱合金                                          |
| サンプラチナ                                                              | ニッケル合金 | 85Ni-11Cr-3Ag-他                    | 眼鏡、歯科治療材料、装飾品                        |
| パーマロイ                                                                | ニッケル合金 | Ni-Fe                               | 磁気ヘッドなど                                    |
| マグネシウム合金                                                          | その他       | Mg-Al他                             | 筐体                                              |
| チタン合金                                                                | その他       | Ti-6Al-4V他                         | 人体埋込型医療器具、航空機部品、工業器具部材      |
| 形状記憶合金                                                              | その他       | Ni-Ti等                             | 眼鏡フレーム、下着、エンジン部品                  |
| ステライト（タロナイト）                                                  | その他       | Co-30Cr-10W他                       | 刃具・表面処理材料                                |
| フェロマンガン                                                            | その他       | Mn-Fe                               | 脱酸剤・脱硫剤                                    |
| はんだ                                                                    | その他       | Pb-Sn他                             | 接合（低融点合金）                                |
| 活字合金                                                                  | その他       | Pb-Sn-Sb                            | 印刷用活字                                        |
| ウッドメタル                                                              | その他       | 50Bi-27Pb-13Sn-10Cd                 | 低融点合金（融点約70℃）                           |
| ガリンスタン                                                              | その他       | 68.5Ga-21.5In-10Sn                  | 低融点合金（融点約−19℃）                          |
| ナトリウムカリウム合金                                                    | その他       | Na-K                                | 低融点合金（融点約20 - −10℃）、高速増殖炉の熱媒体 |
| ピューター                                                                | その他       | Sn-Sb                               | 工芸用鋳物材料                                    |
| バビットメタル                                                            | その他       | Sn-Cu他                             | 軸受合金                                          |
| 超硬合金                                                                  | その他       | WC/Co                               | 切削刃具他                                        |
| ウィディア                                                                | その他       | WC/Co                               | 超硬合金。クルップ社の商標                        |
| ホワイトゴールド                                                          | その他       | Au-Ni-Pd                            | 装飾品、貨幣                                      |
| スターリングシルバー                                                      | その他       | Ag-Cu                               | 食器、装飾品、貨幣                                |
| ミッシュメタル                                                            | その他       | Ce-La他                             | 発火石                                            |
| アマルガム                                                                | その他       | Hg-Au他                             | めっき                                            |
| 硬鉛                                                                      | その他       | Pb-Sb他                             | 鉛管、電極                                        |
| ビワライト                                                                | 銅合金       | 93Cu-4Sn-2Zn-0.5Ni-0.5S             | 水道管など既存鉛銅合金の代替                      |